# Вила (Мелгасу)
Вила (порт. Vila) — населённый пункт и район в Португалии, входит в округ Виана-ду-Каштелу. Является составной частью муниципалитета Мелгасу. По старому административному делению входил в провинцию Минью. Входит в экономико-статистический субрегион Минью-Лима, который входит в Северный регион. Население составляет 1274 человека на 2001 год. Занимает площадь 1,76 км².